# Grams sats
Inom matematiken säger Grams sats att en algebraisk mängd i ett ändligt-dimensionellt linjärt rum invariant under en linjär grupp kan definieras av absoluta invarianter. (Dieudonné & Carrell 1970, p. 31). Satsen är uppkallad efter Jørgen Pedersen Gram, som publicerade den år 1874.